# Forbol
Forbol con fórmula química  C20H28O6 es un compuesto orgánico natural derivado de  planta. Es un miembro de la familia tigliane de diterpenos. Forbol se aisló por primera vez en 1934 como la hidrólisis del producto de aceite de crotón, que se deriva de las semillas de Croton tiglium. La estructura de forbol se determinó en 1967. Es muy soluble en la mayoría de las polaridades de los disolventes orgánicos, así como en agua.
Varios ésteres de forbol tienen importantes propiedades biológicas, la más notable de las cuales es la capacidad para actuar como promotores tumorales a través de la activación de la proteína quinasa C. Ellos imitan los diacilgliceroles , derivados de glicerol en el que dos grupos hidroxilo han reaccionado con ácidos grasos para formar ésteres. El éster de forbol más común es 12 - O -tetradecanoilforbol-13-acetato (TPA), también llamado de forbol-12-miristato-13-acetato (PMA), que se utiliza como una herramienta de investigación biomédica en modelos de carcinogénesis . TPA, junto con ionomicina, puede también ser utilizado para estimular la activación de células T, la proliferación, y la producción de citoquinas, y se usa en los protocolos para la tinción intracelular de estas citoquinas.